# 邓肯·基思
邓肯·基思（英語：Duncan Keith，1983年7月16日—），加拿大男子冰球运动员，场上位置是后卫。他曾代表加拿大国家队参加2010年和2014年冬季奥林匹克运动会冰球比赛，获得二枚金牌。